# 吴甌
吳甌（1899年—？）字伊贤，奉天辽阳人，中华民国政治人物。

## 生平
吴甌是吴恩培的次子。曾任怀德县知事。
民国二十四年（1935年），高纪毅在其经营的阜丰农园翻地时发现了《定南王孔有德赐谥碑》。高纪毅请当时在北京当官的辽阳人吴瓯撰《清定南王孔有德墓碑后记》，请原任北平市管理颐和园事务所所长、时任大兴县县长的书画家崔麟台隶书书丹，刻于此碑碑阴，于民国二十五年（1936年）仲春重立于阜丰农园。中华人民共和国成立后，该农园被收归国有，其旧址改建为北京外交学院，该碑被迁至五塔寺保管至今。吴瓯所撰《清定南王孔有德墓碑后记》全文如下：
清定南王孔有德墓碑后记
首题：清定南王孔有德墓碑后记
辽阳  吴瓯 撰记    利津 崔麟台 书丹
孔有德在《清史》列《贰臣传》，此苛论，非定评也。有德初隶毛文龙部，一小校耳。无专阃之寄，守土之责也。文龙被杀，部下愤懑，或至激而投敌。有德独陈兵东海，以都元帅自擅，固分非明臣，义亦不附于清，强项独行，有逐鹿之志，抑亦人杰哉！其后势乏归清，不同于叛明。既非明臣，宁得以贰臣论乎？登州之役，有德释孙元化，以报初恩。桂林被围，笃城亡与亡之义，举室自焚，盖庶乎矢死靡他，见危以授命者。且贰臣惟畏死耳，有德殉节报恩，岂贪生之流？极其事，不过亏夷夏种族之防，讵可拘拘责以君臣之分哉？
有德既率家死难，宗斩嗣绝。事平，女四贞以榇归京，朝廷在阜成门外西郊为之营葬，树丰碑旌其功烈，而年远事湮，墓荒碑没，寝为废园，二百年间，不知几易主矣。改元以来，编入荒迷旗地。廿三年春，都人士李兰亭者，市为菜圃，领得部局单照，砌墙掘井，杂莳花木。园中积土，高峙如山，为丘为墓，父老罕能言者。廿四年冬，地归阜丰农园，辟畦起土，将大举种葡萄，忽于丘南现碑角，主者以为异，督工深治，而全石毕呈，质地完好，摩挲读之，赫然孔王敕碑也。有德固辽东人，值事者高纪毅与有乡谊，慨其刚风大节，不直于史官，因斥金百余，为之重树丘前，以彰其迹。盖自是而人知彼累累者，果为孔王墓矣。呜呼！沧桑淹没，岁纪已深，而卒发露于爱护者之手，精灵不爽，此其中亦有数焉。高君以慕古幽情，阐扬潜光，抑所谓成人之美，昭人之覆者也。
夏七月，高君属其友吴瓯为之记，爰约述之如此。

中华民国二十五年仲春榖旦   辽阳高纪毅重立
1940年6月，王揖唐继任华北政务委员会内務总署督办。在此前后，他将秘书长吴瓯调任内務总署署长，以接替江绍杰。1940年至1943年，吴瓯任华北政务委员会内務总署署长。
1945年日本投降后，吴瓯化名“张云逸”逃往中国东北。由于他原来和中国国民党中央委员吴铁城有私人关系，故请吴铁城帮他免遭汉奸罪惩办。吴铁城乃致信国民政府军事委员会委员长北平行营主任李宗仁，为吴瓯说情，在信中称吴瓯“思想绵密，才气纵横”从而博得了李宗仁的同情，将吴瓯从汉奸名单中去除。